# Broken Threads United
Broken Threads United è un cortometraggio muto del 1913. Il nome del regista non viene riportato.

## Produzione
Il film fu prodotto dalla Essanay Film Manufacturing Company.

## Distribuzione
Distribuito dalla General Film Company, il film - un cortometraggio a due bobine - uscì nelle sale cinematografiche USA il 29 agosto 1913.
Il film viene citato in Moving Picture World del 23 agosto 1913.